# 묘진 도모카즈
묘진 도모카즈(일본어: 明神 智和, 1978년 1월 24일 ~ )는 일본의 전 축구 선수로, 포지션은 미드필더였다.

## 구단 경력
1996년 가시와 레이솔에 입단한 이래 팀에서 주장을 맡았고 1999년 팀의 사상 첫 J리그 컵 우승에 공헌했다. 2000년에는 대한민국의 홍명보와 함께 가시와 레이솔 소속 선수로는 처음으로 J리그 베스트 일레븐에 선정되기도 했으며 2006년 감바 오사카로 이적했다.

## 국가대표팀 경력
그는 1997년 FIFA 세계 청소년 축구 선수권 대회에 참가할 일본 U-20 국가대표팀에 발탁되었으며, 5경기에 출전했다.
2000년 하계 올림픽에 참가할 일본 U-23 국가대표팀에도 발탁되었으며, 4경기에 출전했다.
2000년 AFC 아시안컵에서 일본의 AFC 아시안컵 우승에 공헌했고 2002년 FIFA 월드컵에서는 일본의 사상 첫 FIFA 월드컵 16강 진출에 공헌했다. 그는 2002년까지 국제 A매치 통산 26경기에 출전, 3득점을 넣었다.

## 통계
| 일본 | 일본 | 일본 |
| 연도 | 출전 | 득점 |
| ---- | ---- | ---- |
| 2000 | 9    | 2    |
| 2001 | 7    | 0    |
| 2002 | 10   | 1    |
| 통산 | 26   | 3    |

### 국가대표팀 득점
| # | 일자             | 장소            | 상대팀         | 득점 | 결과   | 비고                         |
| - | ---------------- | --------------- | -------------- | ---- | ------ | ---------------------------- |
| 1 | 2000년 10월 24일 | 레바논 베이루트 | 이라크         | 1    | 4-1 승 | 2000년 AFC 아시안컵 8강전    |
| 2 | 2000년 10월 26일 | 레바논 베이루트 | 중화인민공화국 | 1    | 3-2 승 | 2000년 AFC 아시안컵 준결승전 |
| 3 | 2002년 4월 17일  | 일본 요코하마시 | 코스타리카     | 1    | 1-1 무 | 친선경기                     |

## 수상

### 클럽
가시와 레이솔
- J리그 컵 1회 우승 (1999)

감바 오사카
- AFC 챔피언스리그 1회 우승 (2008)
- 팬퍼시픽 챔피언십 1회 우승 (2008)
- 천황배 전일본 축구 선수권 대회 2회 우승 (2008, 2009)
- J리그 컵 1회 우승 (2007)
- 일본 슈퍼컵 1회 우승 (2007)

### 국가대표
일본
- 2000년 AFC 아시안컵 우승

### 개인
- 2000년 J리그 베스트 일레븐 선정